# Cecidostiba
Cecidostiba is een geslacht van vliesvleugeligen uit de familie Pteromalidae. De wetenschappelijke naam van dit geslacht is voor het eerst geldig gepubliceerd in 1878 door Carl Gustaf Thomson.

## Soorten
Het geslacht Cecidostiba omvat de volgende soorten:
- Cecidostiba adana Askew, 1961
- Cecidostiba atra Askew, 1975
- Cecidostiba docimus (Walker, 1839)
- Cecidostiba fungosa (Geoffroy, 1785)
- Cecidostiba fushica Kamijo, 1981
- Cecidostiba geganius (Walker, 1848)
- Cecidostiba ilicina Nieves Aldrey & Askew, 1988
- Cecidostiba saportai Graham, 1984
- Cecidostiba semifascia (Walker, 1835)